# Rábade
Rábade ist eine spanische Gemeinde (Concello) mit 1.499 Einwohnern (Stand: 2024) in der Provinz Lugo der Autonomen Gemeinschaft Galicien.

## Geografie
Rábade liegt westlich des Zentrums der Provinz Lugo ca. 15 Kilometer nordwestlich der Provinzhauptstadt Lugo.
Umgeben wird Rábade von den beiden Nachbargemeinden:
| Begonte |                                             |                |
|         | Kompassrose, die auf Nachbargemeinden zeigt |                |
|         |                                             | Outeiro de Rei |

Die Gemeinde wird durch den Miño bewässert, der einen Großteil der natürlichen Grenze zur Nachbargemeinde Outeiro de Rei bildet.

## Klima
|                        | Jan | Feb  | Mär  | Apr  | Mai  | Jun  | Jul  | Aug  | Sep  | Okt  | Nov  | Dez  |   |      |
| Mittl. Temperatur (°C) | 6,1 | 6,2  | 8,2  | 9,8  | 12,4 | 15,8 | 17,5 | 17,9 | 16,3 | 13,1 | 8,7  | 6,7  | ⌀ | 11,6 |
| Mittl. Tagesmax. (°C)  | 9,4 | 10,1 | 12,6 | 14,2 | 17   | 20,6 | 22,5 | 23,1 | 21,5 | 17,4 | 11,9 | 10,1 | ⌀ | 15,9 |
| Mittl. Tagesmin. (°C)  | 3,2 | 2,7  | 4,3  | 5,8  | 8,2  | 11,4 | 13,1 | 13,5 | 12   | 9,5  | 5,8  | 3,7  | ⌀ | 7,8  |
|                        |     |      |      |      |      |      |      |      |      |      |      |      |   |      |
| Niederschlag (mm)      | 114 | 87   | 87   | 96   | 79   | 52   | 30   | 37   | 59   | 116  | 125  | 117  | Σ | 999  |
|                        |     |      |      |      |      |      |      |      |      |      |      |      |   |      |
| Sonnenstunden (h/d)    | 3,7 | 4,6  | 5,9  | 6,6  | 7,4  | 7,9  | 7,8  | 7,8  | 7,4  | 6,1  | 4,1  | 4,0  | ⌀ | 6,1  |
|                        |     |      |      |      |      |      |      |      |      |      |      |      |   |      |
| Regentage (d)          | 10  | 8    | 8    | 10   | 10   | 6    | 5    | 5    | 7    | 9    | 11   | 10   | Σ | 99   |
|                        |     |      |      |      |      |      |      |      |      |      |      |      |   |      |
| Luftfeuchtigkeit (%)   | 87  | 85   | 82   | 82   | 81   | 78   | 76   | 76   | 77   | 82   | 87   | 86   | ⌀ | 81,6 |

| 3,2 |

| 2,7 |

| 4,3 |

| 5,8 |

| 8,2 |

| 11,4 |

| 13,1 |

| 13,5 |

| 12 |

| 9,5 |

| 5,8 |

| 3,7 |

| 3,2 |

| 2,7 |

| 4,3 |

| 5,8 |

| 8,2 |

| 11,4 |

| 13,1 |

| 13,5 |

| 12 |

| 9,5 |

| 5,8 |

| 3,7 |

Das Klima zeichnet sich durch mäßig warme Sommer und relativ milde Winter aus. 47 % der Niederschläge fallen in den Monaten Oktober bis Januar. Der November ist der feuchteste Monat des Winters und mehr als viermal so niederschlagsreich wie der Juli, der trockenste Monat des Sommers. Niederschlagsmengen und Anzahl der Regentage pro Monat nehmen in den Sommermonaten Juni bis September deutlich ab. Das Klima ist als Mittelmeerklima (Csb-Klima) klassifiziert. 

## Gemeindegliederung
Die Gemeinde, eine der kleinsten in der Autonomen Gemeinschaft, besitzt ein besonderes Siedlungssystem, da sie neben Burela die einzige galicische Gemeinde ist, die eine einzige Parroquia hat.

## Bevölkerungsentwicklung der Gemeinde
Legende: San Vicente de Rábade___Rábade

Quelle: INE-Archiv – grafische Aufarbeitung für Wikipedia
Nach der Abspaltung von Begonte stieg die Gemeindegröße um 1980 auf über 1800 Einwohner, bevor sie in der Folgezeit leicht zurückging.
| Männer | Alterstufe | Frauen |
| ------ | ---------- | ------ |
| 1      | 100+       | 1      |
| 0      | 95–99      | 6      |
| 9      | 90–94      | 20     |
| 25     | 85–89      | 37     |
| 25     | 80–84      | 39     |
| 32     | 75–79      | 39     |
| 38     | 70–74      | 33     |
| 42     | 65–69      | 38     |
| 41     | 60–64      | 43     |
| 63     | 55–59      | 60     |
| 77     | 50–54      | 69     |
| 45     | 45–49      | 66     |
| 54     | 40–44      | 57     |
| 55     | 35–39      | 44     |
| 49     | 30–34      | 34     |
| 41     | 25–29      | 37     |
| 36     | 20–24      | 37     |
| 30     | 15–19      | 29     |
| 27     | 10–14      | 26     |
| 30     | 5–9        | 22     |
| 34     | 0–4        | 33     |

Am 1. Januar 2021 waren ca. 60 % der Bevölkerung (60 % der Männer, 58 % der Frauen) im erwerbsfähigen Alter (20–64), während dieser Wert für ganz Spanien ca. 61 % betrug.
Eine fortschreitende Überalterung der Bevölkerung der Gemeinde zeigt folgende Tabelle, bei der das Verhältnis von Gruppen von älteren Personen mit Gruppen von Personen der jüngeren Generation verglichen wird:
| Alter | Anzahl Personen | Alter | Anzahl Personen | Provinz | Galicien | Spanien |
| ----- | --------------- | ----- | --------------- | ------- | -------- | ------- |
| 60–64 | 100             | 20–24 | 87              | 49      | 58       | 79      |
| 55–59 | 100             | 15–19 | 48              | 45      | 57       | 71      |
| 50–54 | 100             | 10–14 | 36              | 47      | 56       | 68      |

Für den Vergleich der Gruppe zwischen 60 und 64 und der Gruppe zwischen 20 und 24 steht die Gemeinde noch recht gut da und erklärt sich durch den Zuzug von Personen. Bei dem Vergleich der jüngeren Gruppen wird dieser Wert jedoch immer schwächer.

## Geschichte
Megalithkultur (4. Jahrtausend v. Chr.)
In der Gemeinde Begonte, in der Rábade eingegliedert war, existieren Überreste von bis zu 50 Mámoas, Grabhügel in Form einer Kugelkappe aus Erde, Kiesel und Stein, die die Funktion hat, die Grabstrukturen zu bedecken und zu isolieren. In Rábade gibt es keine archäologischen Überreste, aber die Toponymie enthält seit Jahrhunderten den Namen „Stelle oder Ort eines Castros“, der an einigen Orten in Galizien antiken Siedlungen mit diesen Merkmalen entspricht. Aber im Fall von Rábade ist es nur eine Vermutung.
Rábade war mit dem von den Römern errichteten Landstraßennetz verbunden, das in vielen Fällen die bestandene Infrastruktur nutzte. Die sogenannte „Via XX“, die die heutigen Gemeinden Braga und Astorga verband, verlief gemäß Diskussion von Fachleuten durch die Umgebung von Rábade, die vom Fluss Ulla entlang der Küste von A Coruña nach Betanzos führte, um dann in südöstlicher Richtung nach Lugo an Rábade vorbei nach Astorga fortzusetzen.
Rábade erscheint in den mittelalterlichen Reiserouten, insbesondere in denen, die einerseits Vilalba und Rábade und andererseits Rábade und Parga verbanden. Die alte Brücke von Rábade stammt aus dem 13. und 14. Jahrhundert. Auf dieser Brücke wurde das Portazgo oder die Zahlung für das Durchgangsrecht eingerichtet.
Von der suebischen Präsenz wurde Rábade in der administrativen und kirchlichen Abgrenzung, die in dieser Phase festgelegt wurde, in die sogenannte Grafschaft Sobrada oder „Superata“ eingegliedert. Was das westgotische Erbe betrifft, so wird im Diözesanmuseum von Lugo ein Grabstein aus der Nähe von Rábade aufbewahrt.
Während des 10. und 11. Jahrhunderts war Rábade ein Siedlungsbereich mit schwieriger Abgrenzung, in der sich eine Kleinstadt und verschiedene Besitztümer befanden. Während dieser zwei Jahrhunderte war die Stadt Rábade zeitweise mit der Domäne des Klosters Sobrado verbunden, das geografisch verstreute Enklaven besaß. In Rábade richtete sich die Bewirtschaftung auf Apfelbäume und Flussfischerei.
Dies hängt mit dem allgemeinen Kontext zusammen, der durch die Reconquista und die neuen Kolonien bestimmt wurde, wo die Administration von der Monarchie an die Kirche und den Adel delegiert wurde. Zwischen dem 11. und dem 13. Jahrhundert wurde das Territorium in zahlreiche Kreise zersplittert, die unter der Autorität von Mayordomos oder Vertretern des Adels oder der Monarchie standen und in Bauernhöfen organisiert waren, die über die Städte verstreut waren. Mit der Intensivierung der territorialen Zersplitterung nahm die Zahl der Burgen und aristokratischen Aufstände gegen die Monarchie zu. Im Jahr 1078 erhält der Bischof von Lugo auf Anordnung von König Alfons VI. die Grafschaften und Territorien, darunter Rábade, zurück, die ihm Graf Ovéquiz in den ständigen politischen Machtkämpfen zwischen Kirche, Adel und Krone abgenommen hatte.
Zwischen dem 14. und 15. Jahrhundert herrschten mehrere Familienlinien das Gebiet von Rábade und errichteten ihre angestammten Häuser. Sie sind die von Rábade, Aguiar, Gaioso, Montenegro, Parga, Saavedra, Baamonde und Ribadeneira. Ein Chronist der Zeit berichtet, wie im fünfzehnten Jahrhundert in den Jahren nach den Irmandinischen Revolte und der Hinrichtung des berühmten Marschalls Pardo de Cela in Rábade eine „militärische Großtat“ namens „Ponte Ravade“ stattfand, verbunden mit der Belagerung der nahe gelegenen Festung Caldaloba, bei der die Katholischen Könige bereits regierten.
Im 18. Jahrhundert wurde der Camino Real gebaut, der A Coruña mit Madrid verband. Während dieser Jahrhunderte war Rábade eine Pfarrei, die der Gerichtsbarkeit von Outeiro de Rei unterstand, die zur Herrschaft des Hauses Lemos gehörte und in den Bezirk namens „Entrambas Augas“ eingeschlossen war, im Rahmen der Provinz Lugo, eine der sieben Provinzen, in denen das Königreich Galicien strukturiert war.
Während dieser Phase waren die Einwohner von Rábade hauptsächlich Landarbeiter, Tagelöhner oder Siedler, aus dem sie die Mittel verdienten, um zu überleben und ihre Pacht an das Haus von Lemos, die Kirche und die Krone zu zahlen, manchmal ergänzten sie ihr Einkommen mit anderen Arbeiten, wie Gastwirt, Maultiertreiber oder Handwerker.
Das 19. Jahrhundert begann für Rábade, wie für den Rest Spaniens, mit einer kriegerischen Episode, den Napoleonischen Kriegen, deren Ereignisse in Spanien Unabhängigkeitskriege genannt werden, Rábade, strategisch günstig an der Straße nach A Coruña gelegen, war von der Passage der napoleonischen Truppen betroffen, die von den Marschällen Ney und Soult angeführt wurden, um die Armee von General Moore zu verfolgen, die sich in Richtung des Hafens von A Coruña zurückzog, wo die Schlacht stattfand.
Mit den Cortes von Cádiz begann sich der rechtliche Rahmen zu entfalten, der die Bildung der konstitutionellen Rathäuser bestimmen würde. Rábade unter der Bezeichnung San Vicenzo de Rábade wurde zuerst in den Stadtrat von Outeiro de Rei (23. Juli 1835) und später in den von Begonte (Reform von 1840) integriert.
Rábade war auch von den Carlistenkriegen betroffen. 1837 wurde in Rábade ein militärischer Kanton gegründet, der vom Generalkommando von Lugo abhängig war. 1838 wurde in Rábade eine Versorgungsfabrik für die Armee organisiert und 1842 wurde die Existenz eines Militärquartiers dokumentiert, das auch ein Gefängnis hatte. Auch im letzten Carlistenkrieg 1873 ist die Existenz einer Carlistenfraktion in der Nähe von Rábade im Gebiet von Outeiro de Rei dokumentiert.
Die Ankunft der Eisenbahn im 19. Jahrhundert veränderte für immer die Lebensweise der Bewohner von Rábade, die noch in ihren traditionellen Bräuchen der damaligen Zeit verankert war. 1875 wurde der Abschnitt Lugo–A Coruña mit einer Haltestelle in Rábade eingeweiht, die Teil der Linie Palencia–A Coruña war, die von der Compañía del Noroeste gebaut wurde.
Erst 1925 wurde Rábade eine eigenständige Gemeinde, indem sie sich von Begonte trennte. 
Nach dem Bürgerkrieg und in den 1940er und 1950er Jahren galt Rábade bereits als die als geschäftlich und industriell am höchsten entwickelte Gemeinde in der Provinz Lugo, was ihr zugutekam, als sie regelmäßiger versorgt wurde. In den 1960er Jahren wurde die Bildungs- und Sportausstattung der Gemeinde verbessert, in einen touristischen Verband integriert und die Dienstleistungen und Infrastruktur weiter verbessert. Tatsächlich wurde Rábade 1968 im Hinblick auf den Plan für wirtschaftliche und soziale Entwicklung als „Anziehungspunkt in einem größeren Einflussgebiet“ beschrieben.

## Sehenswürdigkeiten
- Pfarrkirche San Vicente de Rábade
- Einsiedelei los Remedios
- Casa Torre de Miraflores do Miño

## Wirtschaft
| Ackerbau, Viehzucht und Fischerei                                                  | 013 | 02,08  |
| Industrie                                                                          | 131 | 020,93 |
| Bauwirtschaft                                                                      | 037 | 05,91  |
| Dienstleistungsbetriebe                                                            | 445 | 071,09 |
| Total                                                                              | 626 | 100,00 |
| * Daten aus dem Statistischen Amt für Wirtschaftliche Entwicklung in Galicien, IGE |     |        |

Der Schwerpunkt der Wirtschaft liegt auf dem tertiären Sektor. Die Lage der Gemeinde an der Kreuzung von Verbindungsstraßen zwischen Madrid und La Coruña mit dem nördlichen Teil der Provinz bewirkte eine Entwicklung zum Kommunikations- und Dienstleistungszentrum in den 1970er und 1980er Jahren und zum Standort von Warenlagern, hauptsächlich von Lebensmitteln und Wein.

## Verkehr

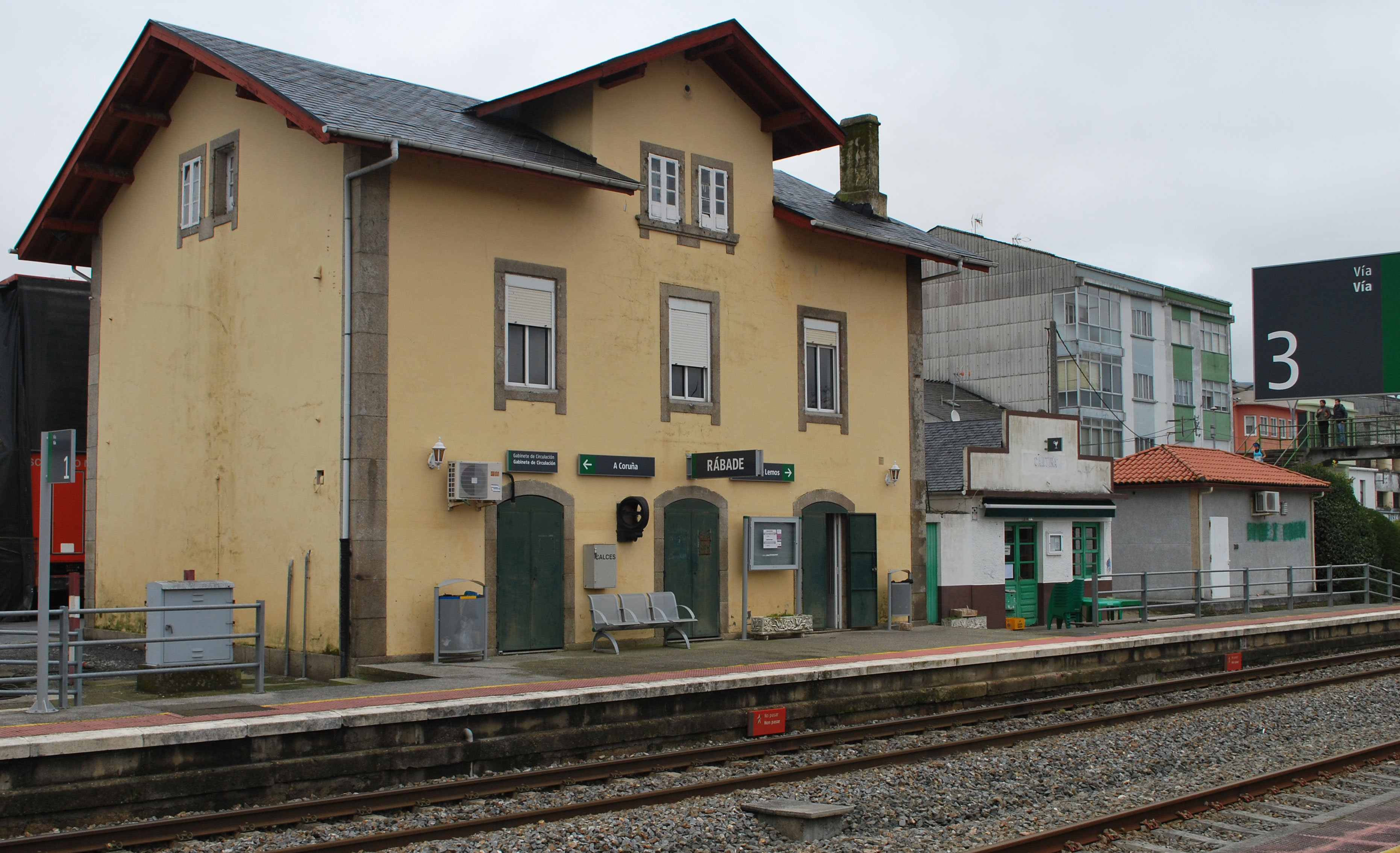
Haltepunkt in Rábade

Die Autovía A-6 („Autovía del Noroeste“) von Madrid nach Arteixo durchquert das Gemeindegebiet von Ost nach West mit einer Abfahrt. Parallel hierzu verläuft die Nationalstraße N-VI. Provinzstraßen bilden lokale Verbindungen. Die LU-541 führt nordwestlich nach Vilalba, die LU-111 nördlich nach Cospeito, die LU-116 östlich nach Castro de Rei.
Die Gemeinde besitzt an der Bahnstrecke von Madrid nach A Coruña einen Haltepunkt.